# Байков, Георгий Иванович
Гео́ргий Ива́нович Ба́йков (26 февраля 1923 — 14 июля 1969) — советский военный лётчик, участник Великой Отечественной войны, командир звена 9-го гвардейского истребительного авиационного полка 303-й истребительной авиационной дивизии 1-й воздушной армии 3-го Белорусского фронта, Герой Советского Союза (29.06.1945), гвардии старший лейтенант.

## Биография
Родился 26 февраля 1923 года в городе Одессе. Русский. В 1930-е годы переехал в Подмосковье. Окончил Мытищинский аэроклуб. В январе 1941 года был направлен в Качинскую Краснознамённую военную школу летчиков имени А. Ф. Мясникова. Год учёбы прошёл у Байкова в большом напряжении. С июня 1941 года вся учёба в школе стремительно перестраивалась на военный лад.
Почти шесть месяцев после учёбы Байков находился в Поволжье, в 16-м запасном авиационном полку, где готовили лётчиков к отправке на фронт. «Боевым применением самолёта овладел: пилотирует, стреляет и ведёт воздушный бой отлично», — указывалось в заключении командования запасного полка.
Вступил в Великую Отечественную войну в ноябре 1942 года. Первый фашистский самолёт Георгий Байков сбил под Сталинградом в феврале 1943 года.
17 февраля 1944 года зачислен в 9-й гвардейский Одесский Краснознамённый истребительный авиаполк советских асов. В его составе прошёл путь от сражений за Крым до последнего дня Великой Отечественной войны.
Совершил 244 боевых вылета и в 50 воздушных боях сбил лично 12 и в составе группы — 1 самолёт противника.
Указом Президиума Верховного Совета СССР от 29 июня 1945 года за образцовое выполнение заданий командования и проявленные мужество и геройство в боях с немецкими захватчиками гвардии старшему лейтенанту Байкову Георгию Ивановичу присвоено звание Героя Советского Союза с вручением ордена Ленина и медали «Золотая Звезда» (N 6289).
После войны Георгий Иванович продолжил службу в одном из полков Белорусского военного вкруга, был лётчиком-испытателем. Окончил Высшие офицерские лётно-тактические курсы в 1951 году.
После увольнения в запас жил в городе Евпатории Крымской области, УССР. 14 июля 1969 года Георгий Иванович Байков скончался.

## Награды
- Медаль «Золотая Звезда» Героя Советского Союза (№ 6289)
- Орден Ленина
- Два ордена Красного Знамени
- Орден Отечественной войны I степени
- Орден Славы III степени
- Медали, в том числе:
  - Медаль «За победу над Германией в Великой Отечественной войне 1941—1945 гг.»
  - Юбилейная медаль «Двадцать лет Победы в Великой Отечественной войне 1941—1945 гг.»